# Liogluta torpens
Liogluta torpens är en skalbaggsart som först beskrevs av Thomas Casey 1910.  Liogluta torpens ingår i släktet Liogluta och familjen kortvingar. Inga underarter finns listade i Catalogue of Life.